# Gmina Jarocin
Die Gmina Jarocin [ja'rɔʨin] ist eine Stadt-und-Land-Gemeinde im Powiat Jarociński der Woiwodschaft Großpolen in Polen. Sitz des Powiats und der Gemeinde ist die gleichnamige Kreisstadt (deutsch Jarotschin) mit 26.225 Einwohnern.

## Geographie
Die Gemeinde Jarocin hat eine Fläche von 200,23 km² und liegt etwa 70 Kilometer (Luftlinie) südöstlich der Stadt Posen, 70 Kilometer östlich der Stadt Leszno und 50 Kilometer nordwestlich der Stadt Kalisz.

## Gliederung
Zur Stadt-und-Land-Gemeinde Jarocin gehören neben der Stadt folgende Dörfer:
| Name        | deutscher Name (1815–1918)     | deutscher Name (1939–1945)              |
| ----------- | ------------------------------ | --------------------------------------- |
| Annapol     | Annapol                        | Annafeld                                |
| Bachorzew   | Bachorzew                      | Bachdorf                                |
| Cielcza     | Cilcz                          | Fürstenau                               |
| Ciświca     | Ciswica                        | Schoberdorf                             |
| Cząszczew   | Czonszczew                     | Hirschwalde                             |
| Dąbrowa     | Vorwerk Dombrowo               | ?                                       |
| Golina      | Golina                         | Annenhof                                |
| Hilarów     | Hilarhof                       | Hilarhof                                |
| Kadziak     | Kadziak                        | Rauchweiler                             |
| Kąty        | Konty                          | Einsiedel                               |
| Łuszczanów  | Luszczanow                     | Klengdorf                               |
| Mieszków    | Mieszkow 1875–1918 Mieschkow   | Mühlenfelde                             |
| Osiek       | Osiek 1910–1918 Oschek         | Hackweiler                              |
| Potarzyca   | Potarzyce                      | Annarode                                |
| Prusy       | Prussy                         | Preußenfeld                             |
| Radlin      | Radlin                         | Radlin                                  |
| Roszków     | Roszkow 1908–1918 Roschkow     | Roßdorf                                 |
| Roszkówko   | Roschkowko                     | Buschvorwerk                            |
| Siedlemin   | Siedlemin                      | Neu Siedel                              |
| Stefanów    | Stefanow                       | Stefanshof                              |
| Tarce       | Tarce                          |                                         |
| Wilczyniec  | Friedrichsdorf                 | Friedrichsdorf                          |
| Wilkowyja   | Wilkowya                       | Wolfsdorf                               |
| Witaszyce   | Witaszyce 1906–1918 Witaschütz | 1939–43 Wildschütz 1943–1945 Waidschütz |
| Witaszyczki | Lichtental                     | Lichtental                              |
| Zakrzew     | Zakrzew                        | Buschdorf                               |

## Partnerschaften
Partnerstädte und -gemeinden sind:
- Libercourt, Frankreich, seit 1978
- Veldhoven, Niederlande, seit 1995
- Hatvan, Ungarn, seit 1997
- Schlüchtern, Deutschland, seit 2003
- Oleksandrija, Ukraine, seit 2004
- Korkuteli, Türkei, seit 2007

## Verkehr
Der Hauptort hat einen Bahnhof an den Bahnstrecken Oleśnica–Chojnice (dort weitere Halte in Golina und Radlin) und Kluczbork–Poznań (dort weitere Halte in Witaszyce und Mieszków). Früher zweigte die Bahnstrecke Jarocin–Kąkolewo ab und in Mieszków die Bahnstrecke Mieszków–Czempiń.